# Randia dioica
Randia dioica är en måreväxtart som beskrevs av Gustav Karl Wilhelm Hermann Karsten. Randia dioica ingår i släktet Randia och familjen måreväxter. Inga underarter finns listade i Catalogue of Life.